# 愛·心凌巡迴演唱會
《CYNDILOVES2SING 愛。心凌巡迴演唱會》（英: CYNDILOVES2SING LIVE TOUR），是王心凌的第二次巡迴演唱會。

## 巡演介紹
夾帶《愛·心凌》專輯的熱勢，王心凌也展開第二輪巡演《CYNDILOVES2SING 愛。心凌巡迴演唱會》，甜蜜天后王心凌以全新的造型登場，搭配全新的舞臺視覺，而演唱會內容有經典慢歌回憶殺、歡快舞曲甜蜜殺、新專輯的新歌、驚喜曲目、特別的VCR、互動與應援環節以及神秘嘉賓，整場演出精彩絕倫。
歷經長時間籌備，心凌和團隊們對巡演的每個細節反復推敲，而造型均由知名造型師方綺倫打造，再加上舞臺機關與樂手舞者，共耗資三千萬。
2020年因為新冠肺炎疫情的影響而被迫暫停巡演一年，也因為當時台灣疫情問題嚴重，導致王心凌原訂在2021年的高雄場演唱會延期至2022年舉辦。

## 票房成績
首場成都場票房完售，並證實第一輪巡演Cyndi Wants! 巡演的成都場滯銷的新聞是蓄意抹黑的假新聞。第二場上海場約1萬1千人座位，全數售罄，接下來的長沙、澳門、廣州、武漢、台北、高雄也延續前兩場的好氣勢，票房依然大賣，場場吸引近萬名粉絲前來，尤其是旗艦版的台灣場次，第七場臺北小巨蛋一萬多張門票開賣8分鐘秒殺完售，而第八場高雄巨蛋也順利加場。

## 巡演歌單
Part1
- 劈你的雷正在路上
- 彩虹的微笑
- 心電心
- 愛你

Part2
- 花的嫁紗
- 還是好朋友
- 我會好好的
- 變成陌生人
- 月光

Part3
- 睫毛彎彎
- 愛的天靈靈
- 水仙
- 飄飄
- 黏黏黏黏
- 失戀歌迷黨

Part4
- 在青春迷失的咖啡館
- 從未到過的地方
- 不哭
- 到處不存在的我
- 驚喜曲目

Part5
- 大眠
- 我很好，那麼你呢
- 那年夏天寧靜的海
- 這就是愛
- 第一次愛的人

Part6
- Honey
- Baby boy
- 當你

成都場驚喜曲目：羽毛、雪落下的聲音

上海場驚喜曲目：小星星、隱形的翅膀、曖昧

長沙場驚喜曲目：明天見

澳門場驚喜曲目：教海鷗飛行的貓

廣州場驚喜曲目：愛太空

Part1
- 劈你的雷正在路上
- 彩虹的微笑
- 心電心
- 愛你

Part2
- 花的嫁紗
- 不哭
- 從未到過的地方
- 黃昏曉

Part3（許願池VCR）
- 在青春迷失的咖啡館
- 到處不存在的我
- 我很好，那麼你呢
- 明天見
- 我會好好的
- 驚喜曲目
- 羽毛

Part4（換裝VCR）
- 睫毛彎彎
- Baby Boy
- Woosa Woosa

Part5（互動環節）
- 黏黏黏黏
- 失戀歌迷黨
- 教海鷗飛行的貓
- 熱愛

Part6（籌備VCR）
- 大眠
- 那年夏天寧靜的海
- 變成陌生人
- 這就是愛
- 月光

Part7
- Honey
- Da Da Da
- 當你

Part1
- 劈你的雷正在路上
- 彩虹的微笑
- 心電心
- 愛你

Part2
- 花的嫁紗
- 不哭
- 從未到過的地方
- 黃昏曉

Part3（許願池VCR）
- 在青春迷失的咖啡館
- 到處不存在的我
- 明天見
- 我會好好的
- 驚喜曲目
- 羽毛

Part4（換裝VCR）
- 睫毛彎彎
- Baby Boy
- Woosa Woosa

Part5（互動環節）
- 心靈的冒險
- 黏黏黏黏
- 失戀歌迷黨
- 教海鷗飛行的貓
- 熱愛

Part6（籌備VCR）
- 大眠
- 那年夏天寧靜的海
- 變成陌生人
- 這就是愛
- 月光

Part7
- Honey
- Da Da Da
- 當你

## 巡演場次
| 日期           | 城市 | 地點               | 嘉賓   | 備註   |
| 2019年6月29日  | 成都 | 四川省體育館       | 周深   |        |
| 2019年7月20日  | 上海 | 上海东方体育中心   |        |        |
| 2019年8月3日   | 長沙 | 湖南國際會展中心   |        |        |
| 2019年11月9日  | 澳門 | 金光綜藝館         |        |        |
| 2019年12月7日  | 廣州 | 广州体育馆         |        |        |
| 2019年12月21日 | 武漢 | 武漢體育中心體育館 |        |        |
| 2021年1月2日   | 台北 | 台北小巨蛋         | 伍佰   | 旗艦版 |
| 2022年1月15日  | 高雄 | 高雄巨蛋           | 黃子佼 | 旗艦版 |